# Durchschnittsstunde
Die Durchschnittsstunde ist ein Begriff aus der Mediaplanung, der durch die Arbeitsgemeinschaft Media-Analyse (agma) geprägt wurde. Die agma veröffentlicht in der ma audio halbjährlich für öffentlich-rechtliche und private Hörfunksender Kennzahlen zu deren Zuhörern. Die Durchschnittsstunde ist dabei die Kurzform der in der ma Audio veröffentlichten „durchschnittlichen Stunde“. Die Auswertung erfolgt über Mediaplanungssoftware wie bspw. mediMACH.

## Berechnung
In der Media-Analyse bezieht sich die Kennzahl „Hörer pro durchschnittlicher Stunde“ auf die durchschnittliche Anzahl von Personen, die während aller Stunden mit Werbung zwischen 6.00 und 18.00 Uhr erreicht werden. Diese Metrik zeigt, wie viele Zuhörer im Durchschnitt bei der Ausstrahlung eines einzelnen Werbespots in diesem Zeitraum erreicht werden können.